# Französischer Meister (Eishockey)

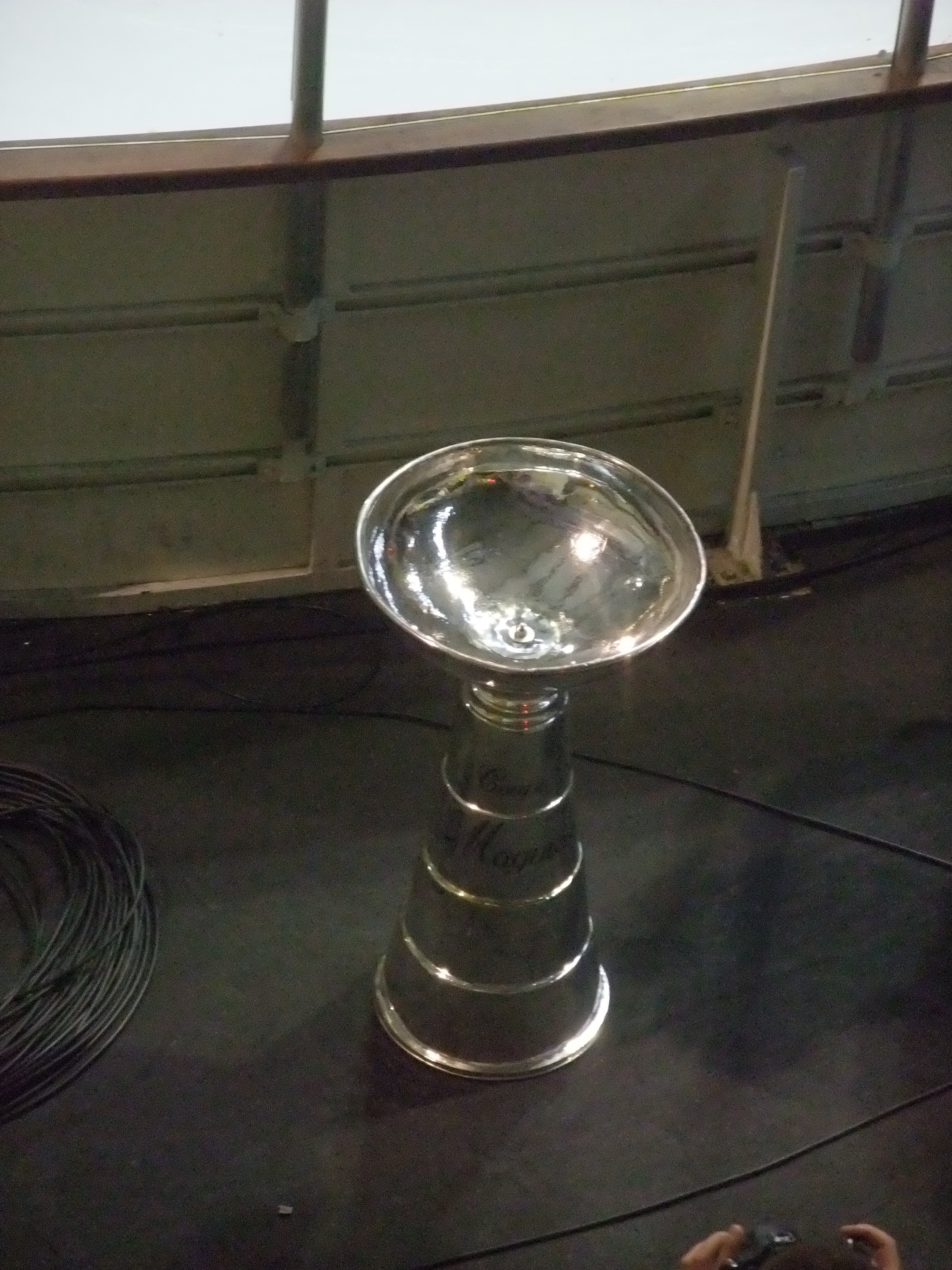
Die Trophäe: Coupe Magnus

Der Französische Meister wird im Eishockey für die Herren seit der Saison 1906/07 ausgespielt. Der Meister der Ligue Magnus erhält als Trophäe den «Coupe Magnus».

## Herren

### Titelträger
| Spielzeit | Französischer Meister                 | Vizemeister                       | Meister reguläre Saison           |
| --------- | ------------------------------------- | --------------------------------- | --------------------------------- |
| 1906/07   | SC Lyon                               |                                   |                                   |
| 1907/08   | Club des Patineurs de Paris           |                                   |                                   |
| 1909–11   | keine Meisterschaft                   | keine Meisterschaft               | keine Meisterschaft               |
| 1911/12   | Club des Patineurs de Paris           |                                   |                                   |
| 1912/13   | Club des Patineurs de Paris           |                                   |                                   |
| 1913/14   | Club des Patineurs de Paris           |                                   |                                   |
| 1915–19   | keine Meisterschaft                   | keine Meisterschaft               | keine Meisterschaft               |
| 1919/20   | Ice Skating Club de Paris             |                                   |                                   |
| 1920/21   | Club des Sports d’Hiver de Paris      |                                   |                                   |
| 1921/22   | Club des Sports d’Hiver de Paris      |                                   |                                   |
| 1922/23   | HC Chamonix                           |                                   |                                   |
| 1923/24   | keine Meisterschaft                   | keine Meisterschaft               | keine Meisterschaft               |
| 1924/25   | HC Chamonix                           |                                   |                                   |
| 1925/26   | HC Chamonix                           |                                   |                                   |
| 1926/27   | HC Chamonix                           |                                   |                                   |
| 1928      | keine Meisterschaft                   | keine Meisterschaft               | keine Meisterschaft               |
| 1928/29   | HC Chamonix                           |                                   |                                   |
| 1929/30   | HC Chamonix                           |                                   |                                   |
| 1930/31   | HC Chamonix                           |                                   |                                   |
| 1931/32   | Stade Français                        |                                   |                                   |
| 1932/33   | Stade Français                        |                                   |                                   |
| 1933/34   | Rapides de Paris                      |                                   |                                   |
| 1934/35   | Stade Français Paris                  |                                   |                                   |
| 1935/36   | Français Volants de Paris             |                                   |                                   |
| 1936/37   | Français Volants Paris                |                                   |                                   |
| 1937/38   | Français Volants Paris                |                                   |                                   |
| 1938/39   | HC Chamonix                           |                                   |                                   |
| 1940–41   | keine Meisterschaft                   | keine Meisterschaft               | keine Meisterschaft               |
| 1941/42   | HC Chamonix                           | Français Volants Paris            |                                   |
| 1942/43   | keine Meisterschaft                   | keine Meisterschaft               | keine Meisterschaft               |
| 1943/44   | HC Chamonix                           |                                   |                                   |
| 1944/45   | keine Meisterschaft                   | keine Meisterschaft               | keine Meisterschaft               |
| 1945/46   | HC Chamonix                           | Français Volants Paris            |                                   |
| 1947–48   | keine Meisterschaft                   | keine Meisterschaft               | keine Meisterschaft               |
| 1948/49   | HC Chamonix                           |                                   |                                   |
| 1949/50   | Racing Club de Paris                  |                                   |                                   |
| 1950/51   | Racing Club de Paris                  |                                   |                                   |
| 1951/52   | HC Chamonix                           |                                   |                                   |
| 1952/53   | Paris Université Club                 |                                   |                                   |
| 1953/54   | HC Chamonix                           |                                   |                                   |
| 1954/55   | HC Chamonix                           |                                   |                                   |
| 1955/56   | CP Lyon                               |                                   |                                   |
| 1956/57   | Athletic Club de Boulogne-Billancourt |                                   |                                   |
| 1957/58   | HC Chamonix                           |                                   |                                   |
| 1958/59   | HC Chamonix                           |                                   |                                   |
| 1959/60   | Athletic Club de Boulogne-Billancourt |                                   |                                   |
| 1960/61   | HC Chamonix                           |                                   |                                   |
| 1961/62   | Athletic Club de Boulogne-Billancourt |                                   |                                   |
| 1962/63   | HC Chamonix                           |                                   |                                   |
| 1963/64   | HC Chamonix                           |                                   |                                   |
| 1964/65   | HC Chamonix                           |                                   |                                   |
| 1965/66   | HC Chamonix                           |                                   |                                   |
| 1966/67   | HC Chamonix                           |                                   |                                   |
| 1967/68   | HC Chamonix                           |                                   |                                   |
| 1968/69   | Sporting Hockey Club Saint Gervais    |                                   |                                   |
| 1969/70   | HC Chamonix                           |                                   |                                   |
| 1970/71   | HC Chamonix                           |                                   |                                   |
| 1971/72   | HC Chamonix                           |                                   |                                   |
| 1972/73   | HC Chamonix                           |                                   |                                   |
| 1973/74   | Sporting Hockey Club Saint Gervais    |                                   |                                   |
| 1974/75   | Sporting Hockey Club Saint Gervais    |                                   |                                   |
| 1975/76   | HC Chamonix                           |                                   |                                   |
| 1976/77   | HC Gap                                |                                   |                                   |
| 1977/78   | HC Gap                                |                                   |                                   |
| 1978/79   | HC Chamonix                           |                                   |                                   |
| 1979/80   | ASG Tours                             | HC Chamonix                       | ASG Tours                         |
| 1980/81   | Brûleurs de Loups de Grenoble         |                                   |                                   |
| 1981/82   | Brûleurs de Loups de Grenoble         |                                   |                                   |
| 1982/83   | Sporting Hockey Club Saint Gervais    |                                   |                                   |
| 1983/84   | HC Megève                             | HC Gap                            |                                   |
| 1984/85   | Sporting Hockey Club Saint Gervais    | CS Megève                         |                                   |
| 1985/86   | Sporting Hockey Club Saint Gervais    | Français Volants Paris            |                                   |
| 1986/87   | HC Mont-Blanc                         | Français Volants Paris            |                                   |
| 1987/88   | HC Mont-Blanc                         | HC Briançon                       |                                   |
| 1988/89   | Français Volants de Paris             | HC Amiens                         |                                   |
| 1989/90   | HC Rouen                              | CSG Grenoble                      |                                   |
| 1990/91   | Brûleurs de Loups de Grenoble         | HC Rouen                          |                                   |
| 1991/92   | HC Rouen                              | Chamonix HC                       |                                   |
| 1992/93   | HC Rouen                              | Chamonix HC                       |                                   |
| 1993/94   | Dragons de Rouen                      | Huskies de Chamonix               | Dragons de Rouen                  |
| 1994/95   | Dragons de Rouen                      | Albatros de Brest                 | Dragons de Rouen                  |
| 1995/96   | Albatros de Brest                     | Dragons de Rouen                  | Albatros de Brest                 |
| 1996/97   | Albatros de Brest                     | Gothiques d’Amiens                | Albatros de Brest                 |
| 1997/98   | Brûleurs de Loups de Grenoble         | Gothiques d’Amiens                | Brûleurs de Loups de Grenoble     |
| 1998/99   | Gothiques d’Amiens                    | Flammes Bleues de Reims           | Gothiques d’Amiens                |
| 1999/00   | Flammes Bleues de Reims               | Léopards de Caen                  | Flammes Bleues de Reims           |
| 2000/01   | Dragons de Rouen                      | Orques d’Anglet                   | Dragons de Rouen                  |
| 2001/02   | Flammes Bleues de Reims               | Dragons de Rouen                  | Flammes Bleues de Reims           |
| 2002/03   | Dragons de Rouen                      | Gothiques d’Amiens                | Dragons de Rouen                  |
| 2003/04   | Gothiques d’Amiens                    | Brûleurs de Loups de Grenoble     | Gothiques d’Amiens                |
| 2004/05   | Scorpions de Mulhouse                 | Diables Noirs de Tours            | Dragons de Rouen                  |
| 2005/06   | Dragons de Rouen                      | Gothiques d’Amiens                | Dragons de Rouen                  |
| 2006/07   | Brûleurs de Loups de Grenoble         | HC Morzine-Avoriaz                | HC Morzine-Avoriaz                |
| 2007/08   | Dragons de Rouen                      | Diables Rouges de Briançon        | Dragons de Rouen                  |
| 2008/09   | Brûleurs de Loups de Grenoble         | Diables Rouges de Briançon        | Diables Rouges de Briançon        |
| 2009/10   | Dragons de Rouen                      | Les Ducs d’Angers                 | Dragons de Rouen                  |
| 2010/11   | Dragons de Rouen                      | Étoile Noire de Strasbourg        | Dragons de Rouen                  |
| 2011/12   | Dragons de Rouen                      | Brûleurs de Loups de Grenoble     | Dragons de Rouen                  |
| 2012/13   | Les Ducs d’Angers                     | Dragons de Rouen                  | Les Ducs d’Angers                 |
| 2013/14   | Diables Rouges de Briançon            | Les Ducs d’Angers                 | Dragons de Rouen                  |
| 2014/15   | Gap Hockey Club                       | Image Club d’Épinal               | Grenoble Métropole Hockey 38      |
| 2015/16   | Dragons de Rouen                      | Les Ducs d’Angers                 | Gap Hockey Club                   |
| 2016/17   | Gap Hockey Club                       | Dragons de Rouen                  | Gap Hockey Club                   |
| 2017/18   | Dragons de Rouen                      | Brûleurs de Loups de Grenoble     | Grenoble Métropole Hockey 38      |
| 2018/19   | Brûleurs de Loups de Grenoble         | Dragons de Rouen                  | Dragons de Rouen                  |
| 2019/20   | keine Meister (Covid-19-Pandemie)     | keine Meister (Covid-19-Pandemie) | keine Meister (Covid-19-Pandemie) |
| 2020/21   | Dragons de Rouen                      | Les Ducs d’Angers                 | Dragons de Rouen                  |
| 2021/22   | Brûleurs de Loups de Grenoble         | Les Ducs d’Angers                 | Brûleurs de Loups de Grenoble     |
| 2022/23   | Dragons de Rouen                      | Brûleurs de Loups de Grenoble     | Brûleurs de Loups de Grenoble     |
| 2023/24   | Dragons de Rouen                      | Boxers de Bordeaux                | Dragons de Rouen                  |
| 2024/25   | Brûleurs de Loups de Grenoble         | Les Ducs d’Angers                 | Brûleurs de Loups de Grenoble     |

Über die Meister der Jahre 1935 und 1956 gibt es in der Literatur unterschiedliche Angaben. So findet sich als Französischer Meister 1935 in Horst Eckerts „Eishockey-Lexikon“ Français Volants Paris, die nach   dem französischen Hockeyarchives.info jedoch die Pariser Meisterschaft gegen Stade Français Paris verloren und somit nicht am Meisterschaftsturnier teilnehmen konnten. Der Meister 1956 lautete nach Horst Eckert Club de Patineurs de Paris. Nach Hockeyarchives.info gelangte Paris jedoch nach Niederlagen gegen Lyon und Chamonix nicht in das Finalspiel.

### Rekordmeister
Bisher wurde der französische Meister 102-mal ausgespielt (Stand: April 2025). Die Meisterschaften verteilen sich wie folgt:
| Pl | Mannschaft                    | Titel |
| -- | ----------------------------- | ----- |
| 1  | HC Chamonix                   | 30    |
| 2  | HC Rouen/Dragons de Rouen     | 17    |
| 3  | Brûleurs de Loups de Grenoble | 9     |
| 4  | HC Saint-Gervais              | 6     |
| 5  | Français Volants Paris        | 4     |
|    | Club de Patineurs de Paris    | 4     |
|    | HC Gap                        | 4     |
| 8  | AC Boulogne-Billancourt Paris | 3     |
|    | Stade Français Paris          | 3     |
| 10 | HC Brest                      | 2     |
|    | HC Mont-Blanc                 | 2     |
|    | Racing Club de Paris          | 2     |
|    | Sports d’Hiver Paris          | 2     |
|    | HC Reims                      | 2     |
|    | HC Amiens Somme               | 2     |
| 16 | HC Megève                     | 1     |
|    | SP Lyon                       | 1     |
|    | SC Lyon                       | 1     |
|    | ASG Tours                     | 1     |
|    | Ice Skating Club Paris        | 1     |
|    | Paris Université Club         | 1     |
|    | Rapides de Paris              | 1     |
|    | ASG Mulhouse                  | 1     |
|    | Les Ducs d’Angers             | 1     |
|    | Diables Rouges de Briançon    | 1     |

## Frauen
Die Frauen spielen in Frankreich seit 1987 ihren Meister aus. Rekordtitelträger ist HC Cergy-Pontoise mit 18 Erfolgen. Die Féminin Élite ist zuletzt in drei Staffeln ausgetragen worden. Die vier bestplatzierten Teams ermitteln in einer Endrunde den Meister.
- 1987 – CSG Grenoble
- 1988 – CSG Grenoble
- 1989 – HC Gap
- 1990 – HC Saint-Ouen
- 1991 – HC Cergy-Pontoise
- 1992 – HC Cergy-Pontoise
- 1993 – HC Cergy-Pontoise
- 1994 – HC Cergy-Pontoise
- 1995 – HC Lyon
- 1996 – HC Cergy-Pontoise
- 1997 – HC Cergy-Pontoise
- 1998 – HC Cergy-Pontoise
- 1999 – HC Lyon
- 2000 – HC Cergy-Pontoise
- 2001 – HC Cergy-Pontoise
- 2002 – HC Cergy-Pontoise
- 2003 – HC Cergy-Pontoise
- 2004 – HC Cergy-Pontoise
- 2005 – HC Cergy-Pontoise
- 2006 – HC Cergy-Pontoise
- 2007 – HC Cergy-Pontoise
- 2008 – HC Cergy-Pontoise
- 2009 – HC Cergy-Pontoise
- 2010 – Grenoble Métropole Hockey 38
- 2011 – Grenoble Métropole Hockey 38
- 2012 – Grenoble Métropole Hockey 38
- 2013 – Bisonnes de Neuilly-sur-Marne
- 2014 – Bisonnes de Neuilly-sur-Marne
- 2015 – Bisonnes de Neuilly-sur-Marne
- 2016 – Bisonnes de Neuilly-sur-Marne
- 2017 – HC Cergy-Pontoise
- 2018 – Aigles de Besançon
- 2019 – Remparts de Tours
- 2020 – (kein Meister)
- 2021 – (kein Meister)
- 2022 – Remparts de Tours
- 2023 – Remparts de Tours
- 2024 – Remparts de Tours
- 2025 – Jets D'Évry-Viry